# Requiem for a Dream
Requiem for a Dream (bra: Réquiem para um Sonho; prt: A Vida Não É um Sonho) é um filme norte-americano, do gênero drama psicológico, lançado em 2000 e dirigido por Darren Aronofsky. Baseado na história original de mesmo nome de Hubert Selby Jr., publicada em 1978, com quem Aronofsky escreveu o roteiro, é estrelado por Ellen Burstyn, Jared Leto, Jennifer Connelly e Marlon Wayans.
O filme se estrutura a partir do entrelaçamento de quatro narrativas – Sara Goldfarb; seu filho Harry; Marion Silver, namorada de Harry; e Tyrone Love, amigo de Harry – cujo fio temático condutor consiste na perseguição por sonhos de vidas melhores e na problemática do envolvimento subjetivo dos personagens com substâncias psicoativas, constituindo relações de uso, abuso e as quatro diferentes formas de dependência de drogas. Sua estruturação também envolve a temática das quatro estações, das quais se estende por três: verão, outono e inverno, demarcando transições de tom da narrativa, que acabará por se encaminhar, de um ponto em que a esperança e otimismo se encontram presentes, a seu desfecho trágico icônico.
Aronofsky começou a conceber o filme durante o ano de 1999. A produção ficou por conta da Thousand Words juntamente com a Protozoa Pictures, e foi distribuído pela Artisan Entertainment. Com um orçamento em cerca de 4,5 milhões de dólares, o desenvolvimento da obra ocorreu durante o período de um ano em Coney Island, Brooklyn e Red Hook, em Nova Iorque. A trilha sonora do filme, composta por Clint Mansell com o quarteto de cordas do Kronos Quartet, e a harmonia pelo compositor David Lang, foi amplamente elogiada e posteriormente utilizada em vários trailers de outros filmes, incluindo O Código Da Vinci, Sunshine, Lost, The Giver, Eu Sou a Lenda, Babylon A.D. e Zathura. Uma versão da trilha foi reorquestrada para o trailer do filme O Senhor dos Anéis: As Duas Torres.
Exibido inicialmente no Festival de Cinema de Cannes em 14 de maio de 2000, seguido pelo seu lançamento em solo americano em 6 de outubro, Requiem for a Dream arrecadou mais de 3,6 milhões de dólares nos Estados Unidos e Canadá, e um total de 7,4 ao redor do mundo. Recebeu críticas positivas dos críticos cinematográficos, sendo amplamente aclamado por sua "descrição realista sobre o que o vício das drogas pode trazer". É reconhecido atualmente como um clássico cult e um dos filmes mais influentes do século XXI, notabilizando-se por ter entrado na lista de diversas publicações de "os melhores do ano" ou "da década". Entrou na lista dos 400 melhores filmes segundo o Instituto Americano do Cinema em 2007, o qual também o elegeu um dos dez melhores filmes americanos do ano. Recebeu 32 prêmios e 62 indicações ao todo, com Burstyn sendo nomeada a vários prêmios de "Melhor Atriz" por seu desempenho, incluindo ao Oscar, Globo de Ouro e ao Screen Actors Guild. Aronofsky, por sua vez, recebeu elogios por sua direção e foi nomeado ao Independent Spirit de Melhor Diretor e ganhou o National Board of Review por "Reconhecimento Especial pela Excelência em Cinema".

## Enredo
O enredo transcorre da seguinte forma: é dividido em três subseções, referindo-se as três estações, que por sua vez estão relacionadas, respectivamente, com a ascensão, o declínio e a queda dos protagonistas. A falta, propositadamente, da primavera, a época de renascimento e um símbolo da vitória da vida sobre a morte, é para enfatizar a inevitabilidade do destino dos personagens. A divisão original é: Summer, Fall e Winter.

### Verão
Na primeira parte, Summer (verão), a história começa com Sara Goldfarb, uma senhora viúva que vive sozinha em seu apartamento em Brighton Beach e passa o tempo assistindo infomerciais na televisão. Após um telefonema, no qual é convidada a participar de um show televisivo, passa a buscar a recuperação de sua aparência antiga, com o objetivo de parecer jovem e bela na televisão. Sara tinge os cabelos e começa a fazer dieta para emagrecer e caber no vestido que usou na formatura do filho. Encontrando dificuldades em perder peso por conta própria, recorre a um "médico", que lhe receita pílulas – anfetaminas – para controlar o apetite. As pílulas alteram seu comportamento, mas Sara passionalmente insiste que a chance de aparecer na televisão lhe deu uma razão para viver e fez com que passasse a ser admirada pelas vizinhas de prédio. Até o outono, entretanto, seu convite não chega, o que a faz aumentar a dosagem, provocando-lhe alucinações — nas quais ela é a estrela principal do programa de televisão.
O filho de Sara, Harry, é um jovem desempregado e dependente de heroína. Junto com seu amigo Tyrone e sua namorada Marion, também adictos, acaba se envolvendo com o narcotráfico em uma tentativa de realizar seus sonhos. Com o dinheiro que ganham durante o verão, Harry e Marion almejam abrir uma loja de roupas, enquanto Tyrone pretende escapar das ruas e deixar sua mãe orgulhosa. Porém, no final do verão, surgem os primeiros indícios de que as coisas não terminarão bem: as anfetaminas começam a alterar a personalidade de Sara.

### Outono
Na segunda parte, Fall (jogo de palavras cujo significado é outono e também significa queda), Tyrone se vê no meio de um assassinato entre gangues de traficantes negros e a máfia italiana de Nova Iorque e acaba preso, mesmo sendo inocente. A queda dos quatro personagens tem início com a prisão de Tyrone. Harry usa a maior parte do dinheiro que haviam juntado para pagar a fiança e tirá-lo da cadeia. No entanto, encontra dificuldade na retomada dos negócios, uma vez que a guerra entre italianos e negros levou ao desaparecimento das drogas nas ruas de Nova Iorque, colocando Harry, Marion e Tyrone em um estado de privação.
Sara ingere cada vez mais pílulas, sofrendo alucinações progressivamente mais assombrosas — personagens do show da televisão e objetos inanimados ganham vida à sua volta, trazendo horror e prenunciando sua perda de sanidade mental. Já Marion passa a sentir os efeitos físicos e psicológicos desencadeados pela ausência da droga em seu corpo ainda dependente. O relacionamento do casal torna-se frágil quando as personalidades começam a se alterar devido às crises de abstinência. Enquanto Harry e Marion se atacam, Sara já vive uma realidade distorcida.
Surgem boatos de que um carregamento de drogas vindo da Flórida chegaria em Nova Iorque. Todavia, devido ao aumento da demanda, associada a diminuição drástica da disponibilidade do opioide nas ruas, as drogas seriam vendidas pelo dobro do preço. O desespero toma conta do casal, e Harry, antes ciumento, encoraja Marion a se prostituir com seu terapeuta para conseguir o dinheiro necessário para a compra de um novo estoque de drogas.

### Inverno
Na terceira parte, Winter (inverno) — o ato final do filme — é mostrada a destruição total dos sonhos dos quatro personagens. A frieza da estação "mais sem vida do ano" se equipara perfeitamente à narrativa dos quatro desfechos trágicos. A sanidade de Sara se vai e ela quer ir à emissora de televisão questionar a ausência de contato da produção do programa. Absolutamente perturbada, acaba internada em um hospital psiquiátrico contra sua vontade e lá, após fracassadas tentativas de tratamentos convencionais com o uso de medicamentos antipsicóticos, passa por eletroconvulsoterapia. Harry e Tyrone viajam para a Flórida, acreditando que lá poderiam recomeçar a sua tentativa de adentrar no mercado da heroína. Entretanto, a condição do braço de Harry fica cada vez pior e começa a desenvolver gangrena em decorrência de sucessivas injeções feitas de forma imprópria. Ambos são forçados a ir ao hospital, onde são presos após um médico se espantar com o estado do braço de Harry e os denunciarem, sabendo da associação de seus sintomas com o uso da droga. Em Nova Iorque, Marion não resiste às crises de abstinência e procura o traficante Big Tim, o qual ela sabe que lhe proporia sexo em troca de drogas. Harry tem um sonho recorrente onde Marion o aguarda em um píer, mas, ao despertar, percebe que sua namorada foi embora e que ele perdera seu braço.
As cenas finais mostram os quatro trágicos destinos: Sara, agora em um estado irreversível de psicose, encontra-se internada em um hospital psiquiátrico; Harry tem seu braço amputado em um hospital; Marion, para sustentar seu vício, se envolve em um show pornográfico realizado por Big Tim; e Tyrone, preso em uma penitenciária a centenas de quilômetros de casa, além de sofrer maus tratos por parte de guardas racistas e hostis, amarga sozinho os efeitos da crise de abstinência. Perdidos e na miséria, cada um dos personagens curva-se em posição fetal. No sonho de Sara, ela ganha o grande prêmio do programa de televisão, onde encontra Harry, o qual aparece como um bem-sucedido homem de negócios, casado com Marion. Mãe e filho se abraçam e dizem o quanto amam um ao outro enquanto são aplaudidos pela plateia imaginária, ofuscados pelas luzes do palco.

## Elenco
Na ordem dos créditos:
- Ellen Burstyn — Sara Goldfarb, uma viúva solitária que é revitalizada pela perspectiva de aparecer na televisão em seu programa favorito.
- Jared Leto — Harry Goldfarb, filho de Sara, que tem sonho de se tornar um homem bem sucedido.
- Jennifer Connelly — Marion Silver, namorada de Harry, que deseja abrir sua própria loja de roupas.
- Marlon Wayans — Tyrone C. Love, amigo de Harry que, assim como Harry e Marion, deseja ficar bem de vida.
- Mark Margolis — Mr. Rabinowitz
- Keith David — Big Tim
- Christopher McDonald — Tappy Tibbons
- Louise Lasser — Ada
- Marcia Jean Kurtz — Rae
- Janet Sarno — Mrs. Pearlman
- Suzanne Shepherd — Mrs. Scarlini
- Joanne Gordon — Mrs. Ovadia
- Charlotte Aronofsky — Mrs. Miles
- Michael Kaycheck — Donut Cop
- Jack O'Connell — Corn Dog Stand Boss
- Chas Mastin — Lyle Russel

## Temas e análises
Requiem for a Dream aborda temas com referências a drogas, sobretudo, a dependência. A maioria dos críticos o descreveu como "filme de drogas", juntamente com filmes como The Basketball Diaries, Trainspotting, Spun e Fear and Loathing in Las Vegas.

### Designsonoro
O design sonoro é considerado um dos elementos definitivos de Requiem for a Dream. Embora o filme apresente inúmeros recursos visuais — a exemplo o ritmo de execução, planos de montagem e fast cutting — eles são correspondidos pelos sons que os acompanham, como a "música desconfortável e fria". A trilha musical do filme é totalmente instrumental, misturando gêneros eruditas e contemporâneos e transmitindo a sensação de agonia em vários momentos do filme, pois se intensifica de acordo com as atitudes das personagens.
Em uma sequência em que Harry pega a televisão da mãe para vender, pode se ouvir um som ambiente de crianças gritando e brincando na rua, passando a sensação de confusão, pois os ruídos atrapalham um pouco os diálogos. No decorrer da cena, os sons da rua vão desaparecendo, deixando somente as vozes dos personagens e a trilha musical. Os barulhos dos objetos e da trilha ficam cada vez mais em evidencia, de maneira progressivamente mais intensa e acompanhando a alteração de comportamento de Harry. A trilha musical mostra o estado emocional que cada um se encontra, fora de controle e medo. As crianças não parecem mais fazer parte deste espaço, logo é possível notar assim, através da casa, a solidão que faz parte da vida de Sara, que fica atrás de uma porta com receio do que possa ser feito a ela, lutando sozinha contra o próprio filho. Todos os objetos em cena fazem barulhos mais graves que o normal, aparentando ter vida própria, enfatizando uma sensação de agonia para o espectador e o comportamento violento de Harry. O diálogo entre os personagens vai se alterando e a trilha sonora aumentando, e o som dos violoncelos enfatiza a melancolia que a mãe se encontra em relação ao filho e que irá perdurar em todo o filme. Em um momento ouve-se somente a voz de Sara, as fontes não-diegética não são utilizadas, quando ela fala “tudo acabará bem. Vai ver. No fim, tudo acabará bem”, mostrando um ar de ingenuidade da personagem. Logo há um corte, com um som totalmente bruto e a continuação da trilha, até chegar à outra cena e, assim, transmite uma sensação densa, de expectativa.

### Cartaz
Segundo o site "The Philosophy", o cartaz do filme tem uma perspectiva simbólica: o olho é considerado o espelho da alma. No final da íris, porém, percebe-se que o olho assemelha-se aos de Harry Goldfarb, e há dois pontos importantes. Por um lado, a pupila dilatada e negra é um componente incômodo para o espectador. Por outro lado, olhando cuidadosamente para o minúsculo reflexo da íris, há um céu azul com nuvens, o símbolo por excelência de um sonho, além de um sonho. O contraste entre a pupila negra dilatada, um sinal de percepção alterada e o céu azul como reflexo, evoca o espírito de confusão entre sonho e realidade, entre percepção da realidade e simulacros. Os personagens estão experimentando toda a realidade pela intervenção de uma substância ou objeto, seja ele heroína ou televisão. Sua visão de mundo é distorcida.
A história foi divida em três atos que recebem o nome de estações do ano. Na sequência: Summer, Fall e Winter. Isso, assim como tudo no filme, não está ali gratuitamente. As estações do ano escolhidas fazem menção ao estado de espírito dos quatro personagens e suas perspectivas em relação a seus sonhos. No verão, tudo está aparentemente tranquilo, as perspectivas são boas para os quatro. Para o outono, o diretor escolheu, a palavra "fall" ao invés de "autumn". Isso porque "fall" também significa queda, cair, e isso é exatamente o que começa a acontecer com as expectativas dos personagens. É nesse ponto do filme que surgem as consequências dos vícios. Por fim, chega impactante o ato final, o inverno.

## Produção

### Desenvolvimento
Requiem for a Dream não é sobre heroína ou sobre drogas ... A história de Harry-Tyrone-Marion é uma história de heroína muito tradicional. Mas, colocando-a lado a lado com a história de Sara, nós repentinamente dizemos, 'Oh, meu Deus, o que é uma droga?'. A ideia de que o mesmo monólogo interno passa pela cabeça de uma pessoa quando está tentando parar de tomar drogas, como acontece com os cigarros, como quando eles estão tentando não comer comida para que eles possam perder 20 quilos, foi realmente fascinante para mim. Eu pensei que era uma ideia que nós não tínhamos visto no cinema e eu quis trazê-la adiante.

— Aronofsky sobre o filme
O cineasta e roteirista americano Darren Aronofsky teve a ideia de entrar na indústria do cinema e conceber o filme quando ainda cursava a Universidade Harvard. Um dia, ao entrar na biblioteca da universidade, teve contato pela primeira vez com a obra Requiem for a Dream (1978), do célebre autor Hubert Selby Jr.: "Eu era um garoto de uma escola pública de Brooklyn que estava enfrentando meus primeiros exames de primeiro ano da faculdade e estava apavorado", recordou Aronofsky. "Fui à biblioteca e tentei estudar, quando pelo canto do olho vi a palavra 'Brooklyn'. Pois, quando você é de Brooklyn e vê algo relacionado a ele, imediatamente fica interessado."
Aronofsky inicialmente teve problemas quanto ao conteúdo, roteiro e produção do filme, pois lhe era indagado "o porquê" de se produzir um filme com esta temática, além de ter sido oferecido a ele outros projetos. Em uma entrevista, declarou: "Eu dizia que era um grande risco [a produção da obra], no sentido de que todo mundo estava nos dizendo para não fazê-la. Todos estavam tipo 'Bem, você fez Pi, e provou ser [um diretor de filme] independente, [mas] agora deve fazer um filme [de sucesso] comercial'. Eu realmente quero fazer filmes de sucesso. [A produção de Requiem] foi apenas questão de que isso era algo que eu estava apaixonado e queria fazê-lo, antes de chegar a esse ponto, antes de me focar em grandes produções [...] Inclusive nós estávamos desenvolvendo um projeto com a New Line Cinema [uma adaptação de Ronin, de Frank Miller] e um projeto com a Dimension Films. Ambos eram do gênero ficção científica. Houve algum interesse em outros projetos também. Eu só meio que virei as costas para eles e fiz Requiem, porque, como disse, eu só tinha que tirá-lo das minha ideias, era algo importante a ser feito."

### Roteiro
O roteiro do filme teve por inspiração a obra de Hubert Selby Jr. Requiem for a Dream (1978). O autor queria escrever sobre algo baseado no mundo real, em vez de basear-se no gênero da fantasia. Uma das principais influências de seu trabalho foram suas experiências pessoais. A vida de Hubert fora muito infeliz; com dezoito anos de idade, era um marinheiro mercante durante a Segunda Guerra Mundial. Durante esse tempo foi hospitalizado por três anos para tratar de tuberculose e outras doenças ou lesões que ele adquiriu na guerra.
Eric Watson, produtor e co-roteirista de Pi (1998), convenceu Aronofsky a adaptar o romance em filme. Selby estava aberto à ideia e concedeu permissão. Aronofsky e Watson optaram pelos direitos do filme por mil dólares, o que foi considerado uma grande quantia para eles na época. O diretor ainda estava lutando para se estabilizar financeiramente depois do lançamento de Pi, e os financistas também não estavam convencidos da ideia de se produzir o filme. Um roteiro havia sido escrito por Selby anos antes, que era 80% semelhante àquele escrito por Aronofsky, o qual queria escalar personagens mais jovens para aumentar o impacto das drogas. No entanto, os produtores foram contra a contratação de um elenco mais novo, pois achavam que o filme seria muito perturbador para o público; o diretor concordou com relutância.
Quando a produção foi confirmada, Selby foi convocado a participar; ele interpreta um guarda que maltrata Tyrone C. Love.

### Escolha do elenco
Várias atrizes foram consideradas para o papel de Sara Goldfarb, mas muitas delas rejeitaram o papel, incluindo Faye Dunaway. Aronofsky escolheu Ellen Burstyn por ser fã de seu trabalho. Inicialmente, ela leu o roteiro e prontamente rejeitou o papel devido ao conteúdo deprimente; porém, após seu empresário tê-la convencido a assistir a um vídeo de Pi (1998), a atriz ficou impressionada e aceitou o papel. Neve Campbell foi a primeira escolha para o papel de Marion Silver, mas recusou quando descobriu que exigia nudez. Jennifer Connelly gostou do conteúdo do roteiro e aceitou fazer parte do elenco. Dave Chappelle foi a primeira escolha de Aronofsky para o papel de Tyrone: "Eu sempre quis um comediante para esse papel, porque quando eu li o livro pensei 'o cara tem que ter muito humor'. Na verdade, fui a Chappelle e insistir para ele fazê-lo. Fico feliz que Marlon Wayans o tenha aceitado, porque simplesmente não consigo imaginar Requiem for a Dream com Chappelle." O New York Times concordou: "Provavelmente, a maior surpresa é o Sr. Wayans, cujo trabalho cômico superestimado pode confiar na hilaridade e fazer você se encolher ao mesmo tempo. Sua hiperatividade transmite uma necessidade desesperada de atenção, o que é assustador de alguém que tem tanta presença. Você não pode tirar seus olhos dele [...] Ele está se conectando com o Sr. Leto, e os dois fazem uma dupla incrivelmente real e credível." O ator leu o romance três vezes e fez o teste cinco vezes para o papel. O papel de Harry Goldfarb foi desenvolvido especialmente para Giovanni Ribisi, que não pôde aceitá-lo por conflitos de agenda, sendo Jared Leto escolhido.
Em preparação para as filmagens, Leto passou um tempo morando nas ruas de Nova York, cercado por pessoas que estavam na mesma situação que seu personagem.  Ele também passou fome por meses, e perdeu cerca de 25-28 libras (11-13 kg) para interpretar um viciado em heroína de forma realista. Aronofsky pediu que Leto e Wayans se abstivessem de relações sexuais e de consumir açúcar para que seus desejos por substancias químicas parecessem genuínos. Burstyn também passou um tempo no Brooklyn aprendendo sobre a vida de algumas mulheres em particular, e quão limitada ela é. "A vida delas é conseguir dinheiro suficiente para colocar comida na mesa para alimentar seus filhos, e pronto", disse ela. Com intuito de se preparar para o papel, Connelly alugou um apartamento no prédio onde o personagem morava, isolou-se e fez coisas que imaginava que Marion faria, tais quais pintar, ouvir músicas e desenhar roupas (as quais ela usou no filme), e a atriz passava tempo a refletir sobre vícios e sua origem. Ela também conversou com viciados e participou de reuniões de Narcóticos Anônimos com um amigo em recuperação.

### Filmagens
As filmagens iniciaram-se em meados 2000, com um orçamento de 4,5 milhões de dólares, e duraram 40 dias. Muitas cenas foram gravadas em locações dentro e ao redor de Coney Island, incluindo o calçadão, parques de diversões e Brighton Beach. O apartamento de Sara Goldfarb localiza-se na Brighton 6th St, número 3152, no Brooklyn, em uma comunidade russa beira-mar. A cena em que Harry Goldfarb arrasta o televisor com seu amigo Tyrone foi gravada ao longo da Coney Island & Boardwalk, passado pela abandonada montanha-russa Thunderbolt, que foi demolida logo após a filmagem. Perto da montanha-russa, morava Alvy Singer, personagem de Woody Allen no filme Annie Hall.
Para representar a perda de peso de Sara Goldfarb ao longo do filme, Burstyn usava dois trajes diferentes: um simulava um ganho de peso de 18 quilos e o outro, a perda de 9,1 quilos. A atriz também fez dieta durante uma pausa de duas semanas no cronograma de filmagem, e perdeu 4,5 quilos. A equipe responsável pela maquiagem produziram nove perucas e quatro pescoços artificiais para ela; algumas das peças protéticas levaram até quatro horas para serem aplicadas.
Durante uma cena de supermercado, viciados reais em drogas serviram de figurantes, alguns dos quais realmente injetavam drogas em si mesmos durante as filmagens. A cena de Marion na banheira foi inspirada no anime Perfect Blue (1997). Na pós-produção do filme, foram incluídos aproximadamente 150 efeitos especiais, criados pela Amoeba Proteus, uma companhia criada por Aronofksky e seus amigos.  Após a conclusão das filmagens, Burstyn disse: "Acho que nunca fui tão desafiada em um papel — foi mais difícil do que O Exorcista". Connelly também falou de como "foi difícil [...] emocionalmente. Foi exaustivo, triste e desconfortável".

## Trilha sonora
A trilha sonora foi composta pelo compositor e músico inglês Clint Mansell, com o qual Aronofsky já havia trabalhado em seu filme anterior Pi (1998). A trilha que Mansell utiliza serve para intensificar a ampla gama de emoções que permeia o filme. Ao comentar seu trabalho com o diretor e com o Quarteto de Kronos, afimou:
| “ | Em um mundo homogeneizado com nomes de grandes marcas e produção em massa, um mundo onde a arte está sempre em desacordo com o comércio, é incrivelmente gratificante trabalhar com artistas como Darren Aronofsky e o Quarteto de Kronos, cujo desejo de ir além do normal, além do esperado, não é mantido apenas pelo desejo de ser comercialmente recebido. | ” |

A trilha sonora foi amplamente elogiada, em particular a faixa "Lux Æterna" (bastante presente no filme), posteriormente utilizada em várias formas de mídia. A faixa foi reorquestrada para o trailer do filme O Senhor dos Anéis: As Duas Torres que ficou conhecido pelo nome "Requiem for a Tower", apresentado pela Corner Stone Cues. A faixa tem sido destaque em trailers para outros filmes, incluindo Babylon A.D., O Código Da Vinci, Eu Sou a Lenda, Sunshine, Troia e King Arthur. Também apareceu nos jogos eletrônicos Total Miner: Forge, Assassin's Creed, e em vários comerciais de televisão, e em eventos esportivos. A faixa foi tão utilizada que ficou conhecida como "Requiem for a Dream".
| Críticas profissionais | Críticas profissionais |
| Avaliações da crítica  | Avaliações da crítica  |
| Fonte                  | Avaliação              |
| ---------------------- | ---------------------- |
| Allmusic               | [ 51 ]                 |

A Allmusic concedeu quatro estrelas ao álbum, concluindo que a partitura "consegue ser apropriadamente escura e perturbadora, bem como compulsivamente audível"; Salon elogiou a "incrível música"; e o jornal The Observer da Universidade de Notre Dame chamou a trilha de "tira fôlego."

### Álbum original[55]
| Verão |                            |         |  |
| N.º   | Título                     | Duração |  |
| 1.    | "Summer Overture"          | 2:37    |  |
| 2.    | "Party"                    | 0:29    |  |
| 3.    | "Coney Island Dreaming"    | 1:04    |  |
| 4.    | "Party"                    | 0:36    |  |
| 5.    | "Chocolate Charms"         | 0:25    |  |
| 6.    | "Ghosts of Things to Come" | 1:34    |  |
| 7.    | "Dreams"                   | 0:44    |  |
| 8.    | "Tense"                    | 0:38    |  |
| 9.    | "Dr. Pill"                 | 0:42    |  |
| 10.   | "High on Life"             | 0:11    |  |
| 11.   | "Ghosts"                   | 1:21    |  |
| 12.   | "Crimin' & Dealin"         | 1:44    |  |
| 13.   | "Hope Overture"            | 2:31    |  |
| 14.   | "Tense"                    | 0:28    |  |
| 15.   | "Bialy & Lox Conga"        | 0:45    |  |

| Outono |                                       |         |  |
| N.º    | Título                                | Duração |  |
| 16.    | "Cleaning Apartment"                  | 1:28    |  |
| 17.    | "Ghosts-Falling"                      | 1:11    |  |
| 18.    | "Dreams"                              | 1:02    |  |
| 19.    | "Arnold"                              | 2:35    |  |
| 20.    | "Marion Barfs"                        | 2:22    |  |
| 21.    | "Supermarket Sweep"                   | 2:14    |  |
| 22.    | "Dreams"                              | 0:32    |  |
| 23.    | "Sara Goldfarb Has Left the Building" | 1:17    |  |
| 24.    | "Bugs Got a Devilish Grin Conga"      | 0:57    |  |

| Inverno |                            |         |  |
| N.º     | Título                     | Duração |  |
| 25.     | "Winter Overture"          | 0:19    |  |
| 26.     | "Southern Hospitality"     | 1:23    |  |
| 27.     | "Fear"                     | 2:26    |  |
| 28.     | "Full Tense"               | 1:04    |  |
| 29.     | "The Beginning of the End" | 4:28    |  |
| 30.     | "Ghosts of a Future Lost"  | 1:51    |  |
| 31.     | "Meltdown"                 | 3:57    |  |
| 32.     | "Lux Æterna"               | 3:54    |  |
| 33.     | "Coney Island Low"         | 2:13    |  |

### Versão estendida deRequiem for a Tower
| N.º | Título                            | Duração |  |
| 1.  | "Requiem for a Tower, Movement 2" | 0:57    |  |
| 2.  | "Requiem for a Tower, Movement 3" | 0:49    |  |
| 3.  | "Requiem for a Tower, Movement 4" | 0:41    |  |

### Requiem for a Dream: Álbum remixado
| N.º | Título                                                 | Duração |  |
| 1.  | "Clint Mansell – Tappy's Intro (Partitura do filme)"   | 0:51    |  |
| 2.  | "Plant – In the End It's All Nice"                     | 6:17    |  |
| 3.  | "Psilonaut – Ghost in the Machine"                     | 6:56    |  |
| 4.  | "Paul Oakenfold – Æternal"                             | 6:50    |  |
| 5.  | "Clint Mansell – Seacoast Towers (Partitura do filme)" | 0:54    |  |
| 6.  | "Jagz Kooner – Coney Island Express"                   | 7:09    |  |
| 7.  | "Clint Mansell – Seacoast Alarm (Partitura do filme)"  | 0:30    |  |
| 8.  | "Wish FM – Haunted Dreams"                             | 6:36    |  |
| 9.  | "Kronos Quartet – Tense"                               | 0:14    |  |
| 10. | "Josh Wink – Full Tension"                             | 8:25    |  |
| 11. | "Clint Mansell – Food (Partitura do filme)"            | 1:21    |  |
| 12. | "Delerium – Deluxed"                                   | 7:20    |  |
| 13. | "Clint Mansell – Island (Partitura do filme)"          | 0:16    |  |
| 14. | "A Guy Called Gerald – Body and Fear"                  | 5:48    |  |
| 15. | "Clint Mansell – 112 (Partitura do filme)"             | 1:13    |  |
| 16. | "Ils – Overturned"                                     | 5:41    |  |
| 17. | "Clint Mansell – Sara (Partitura do filme)"            | 1:08    |  |
| 18. | "Hive – Hand Jive"                                     | 3:27    |  |
| 19. | "Sleepland – Requiem for a dream (Bônus)"              | 6:51    |  |
| 20. | "Clint Mansell – Arnold (Partitura do filme)"          | 0:44    |  |
| 21. | "Clint Mansell – Ghosts (Versão Vocal)"                | 4:22    |  |

## Estilo

Uma das técnicas de Aronofsky é a utilização de corte rápido e câmera-rápida.

Aronofsky também desenvolveu várias novas ferramentas para criar cenas realistas e credíveis. Como em seu filme anterior, Pi, utiliza montagens de planos extremamente curtos ao longo do filme (às vezes chamado de montagem de hip hop). Na média, um filme de cem minutos possui entre seiscentos e setecentos cortes; Requiem apresenta mais de dois mil. Outros recursos usados são a divisão de tela juntamente com close-ups extremamente curtos e a anáfora cinematográfica, que consiste na repetição de cenas para dar ênfase. Cenas longas (incluindo aquelas com um aparelho que amarra uma câmera a um ator, chamado SnorriCam) e fotografia time-lapse também são dispositivos estilísticos proeminentes.
Para reproduzir a mudança da narrativa do estado sociável para o estado subjetivo e isolado das perspectivas dos personagens, Aronofsky alterna entre extremos close-ups e extrema distância da ação [dos personagens] e intercepta a realidade com a fantasia de cada um deles. A intenção do diretor é subjetivar a emoção, e o efeito de suas escolhas estilísticas é a personalização e não a alienação. A câmera serve como um transmissor para explorar os estados mentais dos personagens: alucinações, distorções visuais e sentido corrompido do tempo.
O distanciamento da empatia do filme é estruturalmente avançado pelo uso de intertítulos (verão, outono, inverno), marcando o progresso temporal do vício. O comprimento médio da cena diminui à medida que o filme progride (começando em torno de 90 segundos a dois minutos) até as cenas intensas do filme, que são alternadas rapidamente e acompanhadas por uma trilha sonora que ascende intensamente. Após o clímax, há uma breve serenidade até o final, retratando quatro vidas devastadas.

## Lançamento
Requiem for a Dream estreou na 53ª edição do Festival de Cannes em 14 de maio de 2000 e no Festival Internacional de Cinema de Toronto em 13 de setembro, seguido de um lançamento limitado nos Estados Unidos em cinemas de Los Angeles e Nova Iorque em 6 de outubro, arrecadando 43.877 dólares no primeiro dia. Mais cinemas foram adicionados durante a exibição limitada e, em 27 de outubro, o filme teve um lançamento oficial ao ser exibido em quatro cinemas na América do Norte. A obra arrecadou 368.181 de dólares no fim da quinta semana — um aumento de 259% em comparação à semana anterior, que apresentava uma queda de 15,2%. Na sexta semana, sua bilheteria registrou 1.114.706 dólares, que, apesar de estar em boas classificações dentre os mais vistos ao longo das semanas, apresentava oscilações — passando de 74,4% negativos entre 22 a 28 de dezembro, para 101% positivo na semana seguinte. Após o anúncio que Ellen Burstyn fora indicada ao Oscar, aos Prêmios Globo de Ouro e Screen Actors Guild Awards, a obra reexpandiu a presença nos cinemas, apresentando um aumento na bilheteria de 207%. No mercado exterior, as maiores arrecadações foram no México (643.512), Taiwan (180.223), Austrália (164.762), Reino Unido (84.189) e Países Baixos (52.474). Requiem for a Dream encerrou sua exibição nos cinemas dos Estados Unidos em 4 de março de 2001, tendo arrecadado um total de 3.609.278 de dólares, ficando na 162ª posição das maiores bilheterias norte-americanas do ano. Internacionalmente, o filme obteve 3.754.626 de dólares — representando 50,8%, ficando com um total mundial de 7.390.108.
O longa-metragem tornou-se um dos filmes mais polêmicos e controversos da época. As acusações eram muitas, como por exemplo, de utilizar-se excessivamente de uma estética artificial e vazia; de possuir um roteiro previsível e sem conteúdo; de ser unilateral e autoritário, por não permitir ao espectador que tire suas próprias conclusões etc.

### Classificação
Nos Estados Unidos, o filme foi originalmente classificado como NC-17 pela MPAA, mas Aronofsky pediu a mudança da classificação, alegando que cortar qualquer parte do filme iria reduzir sua mensagem. Como o pedido foi negado, a Artisan decidiu então lançá-lo sem classificação. Uma versão R-rated foi lançada em vídeo com a cena de sexo editada, mas o restante do filme permaneceu idêntico à versão sem classificação.
No Reino Unido, o filme recebeu um certificado 18 da BBFC pela "representação de drogas, linguagem vulgar e sexo".  Na Austrália, foi classificado como R18+ pela OFLC por "uso de drogas e temas adultos".

### Recepção da crítica

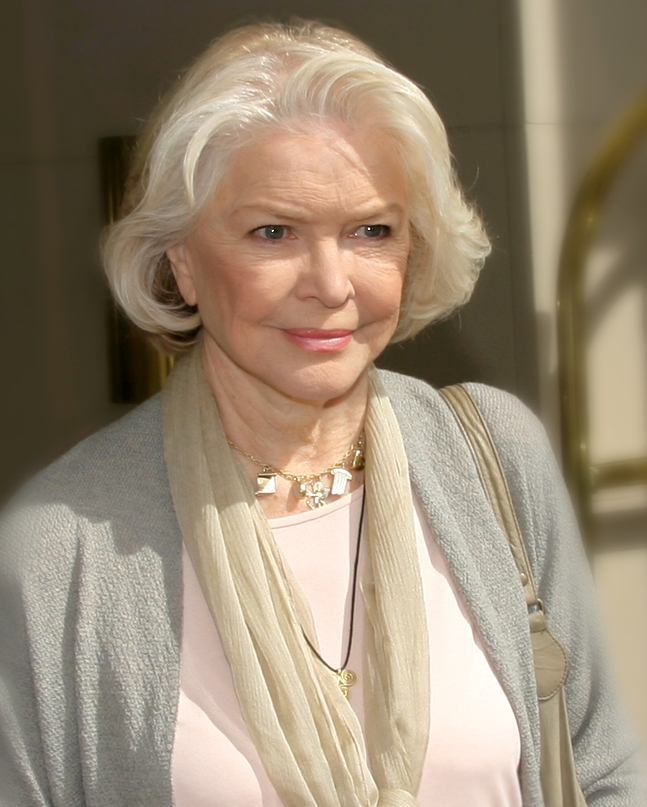
Ellen Burstyn recebeu um amplo elogio da crítica por seu papel como Sara Goldfarb e foi nomeada a diversos prêmios, incluindo o Oscar de Melhor Atriz, que muitos fãs estavam convencidos de que ela levaria a estatueta.

Requiem for a Dream recebeu críticas positivas dos críticos e tem uma pontuação "Certified Fresh" de 78% no Rotten Tomatoes, com base em 133 avaliações e uma avaliação média de 7,4 de 10. O consenso crítico do site diz: "Embora o filme possa ser muito intenso para alguns estômagos, as performances maravilhosas e as imagens sombrias são difíceis de esquecer." Metacritic, que determina uma avaliação normalizada em 100 a partir das opiniões dos críticos convencionais, calculou uma pontuação de 68 com base em 32 comentários, indicando "avaliações favoráveis". Durante a cerimônia do 73º Prêmio da Academia em 2001, os produtores do filme estavam convencidos de que Burstyn levaria a estatueta na categoria de Melhor Atriz e o filme de Melhor filme, mas, eventualmente, Julia Roberts ganhou por seu papel em Erin Brockovich, uma vitória que causou um alvoroço entre os fãs que exigiram uma nova recontagem da Academia em favor de Burstyn.
O website AdoroCinema atribui uma nota média 4/5, com base em resenhas da imprensa brasileira, e uma nota de 4,6 por parte dos usuários. Francisco Russo, do próprio AdoroCinema, deu ao filme a classificação 4/5 estrelas, afirmando: "O que mais impressiona em Réquiem para um Sonho é até onde o ser humano pode ir para realizar seus sonhos, mesmo que surja uma fixação em realizá-los de qualquer maneira, independente de qual caminho seja seguido [...] Porque Réquiem para um Sonho é isso: um filme duro e triste, como se alguém lhe desse um verdadeiro soco no estômago. Uma mistura precisa de desespero e melancolia, que mostra que devemos sim sonhar, mas que devemos também ter a consciência de que nenhum sonho vale a pena se, para que ele seja alcançado, tenhamos que simplesmente vender nossa alma."
O crítico de cinema James Berardinelli considerou-o como o segundo melhor filme da década, atrás da trilogia de filmes O Senhor dos Anéis, dando a classificação máxima de quatro estrelas. Roger Ebert deu ao filme 3 1/2 estrelas em quatro, declarando que "O que é fascinante em Requiem for a Dream é o quão bem ele descreve os estados mentais dos seus viciados. Quando eles usam drogas, uma janela se abre brevemente em um mundo onde tudo está certo. Então a janela se fecha, e a vida reduz-se a uma busca por dinheiro e drogas para então abri-la novamente. Nada mais é remotamente tão interessante. Elvis Mitchell, escrevendo para The New York Times, concedeu crítica positiva, afirmando que "Aronofsky extrai performances surpreendentes de seus atores [...] Depois da estreia fenomenal do jovem diretor com Pi, que era como assistir a um boxeador de peso médio ganhar uma luta apenas com seus reflexos, ele volta com um filme que mostra sua maturação.
Peter Bradshaw, do The Guardian, elogiou o filme: "Seu retrato agonizante e inflexível do abuso de drogas, tirado de um romance de Hubert Selby Jr. (com quem Aronofsky co-escreveu o roteiro), é um trabalho formalmente agradável — se agradar pode ser a palavra certa". Marcelo Forlani, do portal brasileiro Omelete, premiou-o com quatro estrelas entre cinco, declarando: "Este filme merece atenção pelas suas qualidades cinematográficas. Começando pelo cuidado estético, muitas vezes sujo, outras tantas claro e quase bonito. Quase! A trilha sonora incidental é angustiante e uns "tic tacs" catalisam este sentimento e o elevam à nona potência [...] O cineasta, tido como uma das maiores promessas dos últimos tempos, brinca com o ritmo da sua história como um DJ muda o pitch (batida) das suas pick-ups. Fora isso, conseguiu quatro ótimas atuações." Peter Travers, da Rolling Stone, deu a classificação máxima de quatro estrelas e declarou: "Ninguém interessado no poder e na magia dos filmes deve perdê-lo". Matt Noller, da Revista Slant, concedeu 2 de 4 estrelas: "Requiem for a Dream é uma inflexível e implacável descida ao inferno, com apenas uma coisa em mente: drogas são realmente muito ruins para você". Owen Gleiberman, escrevendo para Entertainment Weekly, classificou-o com um "A" e afirmou que "o filme é hipnoticamente angustiante e intenso, um mergulho visual e espiritual na sedução e terror da dependência de drogas". IGN deu a obra uma nota 9 de 10, dizendo "A razão pela qual ele funciona tão bem como um filme sobre o vício é que, em cada quadro, o filme em si é viciante. É absolutamente implacável a bravura de Aronofsky com técnicas cinematográficas (Telas divididas, esquemas complexos de corte transversal, visuais alucinatórios), e para ajudar, a trilha sonora composta por Clint Mansell (realizada pelo Quarteto Kronos), obriga-o a vê-lo."

### Listas de melhores do ano
Requiem for a Dream foi incluído nas listas de melhores filmes de 2000 de diversos críticos. A atuação de Ellen Burstyn foi considerada uma das melhores do ano e da década de 2000 pelos veículos de mídia norte-americanos. O diretor Darren Aronofsky foi incluído em várias publicações como um dos dez melhores diretores americanos da década.
- 1.º lugar - James Berardinelli, do ReelViews[92]
- 1.º lugar - Instituto Americano do Cinema[6]
- 1.º lugar - Andrew Pulver, do The Guardian[93]
- 2.º lugar - Online Film Critics Society[94]
- 4.º lugar - FilmAffinity[95]
- 6.º lugar - Southeastern Film Critics Association[96]
- 10.º lugar - Roger Ebert, do Rogerebert.com[97]
- 10.º lugar - Peter Travers, da Rolling Stone[98]
- 10.º lugar - IndieWire[99]
- Sem ordem específica - Michael Atkinson, do The Village Voice[100]
- Sem ordem específica - New York Press[101]

### Listas de melhores da década
- 1.º lugar - Christine Lemire, da AP Entertainment[102]
- 2.º lugar - James Berardinelli, do ReelViews[44]
- 5.º lugar - Kimberly Jones, do Austin Film Critics Association[103]
- 7.º lugar - Owen Gleiberman, do Entertainment Weekly[104]
- 10.º lugar - Filmmaker[105]
- 21.º lugar - The Observer, da Universidade de Notre Dame[106]
- 100.º lugar - Slant Magazine[107]
- Sem ordem específica - Complex[108]
- Sem ordem específica - Jean-François Demay, da Elle[109]

### Outras listas
- 100.º lugar -  BBC (Os 100 Melhores Filmes do Século XXI)[110]
- 238.º lugar - Empire (500 Melhores Filmes de Todos os Tempos)[111]
- 58.º lugar - Time Out (Os 100 Melhores Filmes de Todos os Tempos)[112]
- 77.º lugar - IMDb (Os filmes mais bem votados)[113]
- Sem ordem específica -  Instituto Americano do Cinema (400 melhores filmes estadunidenses de Todos os Tempos)[5]
- Sem ordem específica - Steven Schneider (1001 filmes você deve ver antes de morrer)[23]
- Sem ordem específica - AdoroCinema (Melhores filmes - opinião dos leitores)[114]
- As 30 melhores partituras de filmes de sempre - CraveOnline (Summer Overture)[115]

### Prêmios e indicações
Ellen Burstyn foi nomeada ao Oscar na categoria de Melhor Atriz por seu papel como Sara Goldfarb, mas Julia Roberts acabou vencendo por seu papel em Erin Brockovich. Também foi indicada para vários outros prêmios, incluindo o Globo de Ouro de melhor atriz em filme dramático e o Prêmio Screen Actors Guild de melhor atriz principal em cinema.
Em 2007, o filme foi escolhido, em comemoração aos 10 anos da primeira lista lançada em 1997 pelo Instituto Americano do Cinema, como um dos 400 melhores filmes estadunidenses já feitos. Em uma votação de críticos internacionais realizada pela BBC em 2016, Requiem for a Dream foi votado como um dos 100 maiores filmes desde 2000. Foi incluído entre os "1001 filmes você deve ver antes de morrer", editado por Steven Schneider, e a revista Complex colocou-o em sua lista dos "100 filmes que você precisa ver antes de morrer".
| Ano  | Prêmio                                      | Categoria                | Recipiente            | Resultado |
| ---- | ------------------------------------------- | ------------------------ | --------------------- | --------- |
| 2001 | Oscar                                       | Melhor Atriz             | Ellen Burstyn         | Indicado  |
| 2001 | Prêmios Globo de Ouro                       | Melhor Atriz - Drama     | Ellen Burstyn         | Indicado  |
| 2001 | Prêmios Screen Actors Guild                 | Melhor Atriz             | Ellen Burstyn         | Indicado  |
| 2000 | Satellite Awards                            | Melhor Atriz - Drama     | Ellen Burstyn         | Venceu    |
| 2000 | Prêmio Saturno                              | Melhor Atriz             | Ellen Burstyn         | Indicado  |
| 2000 | Prêmio Saturno                              | Melhor Filme - Terror    | Melhor Filme - Terror | Indicado  |
| 2000 | Associação de Críticos de Cinema de Chicago | Melhor Atriz             | Ellen Burstyn         | Venceu    |
| 2000 | Associação de Críticos de Cinema de Chicago | Melhor Diretor           | Darren Aronofsky      | Indicado  |
| 2000 | Independent Spirit Awards                   | Melhor Filme             | Melhor Filme          | Indicado  |
| 2000 | Independent Spirit Awards                   | Melhor Diretor           | Darren Aronofsky      | Indicado  |
| 2000 | Independent Spirit Awards                   | Melhor Atriz             | Ellen Burstyn         | Venceu    |
| 2000 | Independent Spirit Awards                   | Melhor Atriz Coadjuvante | Jennifer Connelly     | Indicado  |
| 2000 | Independent Spirit Awards                   | Melhor Fotografia        | Matthew Labatique     | Venceu    |